# Lagrangesche Untermannigfaltigkeit
In der symplektischen Geometrie, der mathematischen Formalisierung der hamiltonschen Mechanik, werden die maximalen isotropen Untermannigfaltigkeiten symplektischer Mannigfaltigkeiten als lagrangesche Untermannigfaltigkeiten bezeichnet.
Ihre Bedeutung stammt unter anderem daher, dass sich Fragen über periodische Bahnen hamiltonscher Systeme in Fragen über die Schnitte lagrangescher Untermannigfaltigkeiten übersetzen lassen. Sei nämlich {\displaystyle \phi :=\phi _{H}^{1}} die Zeit-1-Abbildung eines hamiltonschen Flusses, dann liegt {\displaystyle x} genau dann auf einer 1-periodischen Bahn, wenn {\displaystyle (x,x)} zum Schnitt {\displaystyle \Gamma _{\phi }\cap \Gamma _{id}} der lagrangeschen Graphen von {\displaystyle \phi } und {\displaystyle id} gehört.

## Definition
Eine Untermannigfaltigkeit {\displaystyle L} einer symplektischen Mannigfaltigkeit {\displaystyle (M,\omega )} heißt isotrop, wenn
{\displaystyle \omega \mid _{TL}=0}
gilt, das heißt wenn die Einschränkung der symplektischen Form auf den Tangentialraum von  {\displaystyle L} verschwindet. Für die Dimension einer isotropen Untermannigfaltigkeit gilt die Ungleichung {\displaystyle \dim(L)\leq {\tfrac {1}{2}}\dim(M)}.
Eine lagrangesche Untermannigfaltigkeit einer 2n-dimensionalen symplektischen Mannigfaltigkeit {\displaystyle (M,\omega )} ist eine n-dimensionale isotrope Untermannigfaltigkeit {\displaystyle L\subset M}, also eine isotrope Untermannigfaltigkeiten maximaler Dimension.

## Beispiele
- Im symplektischen {\displaystyle (\mathbb {R} ^{2},\omega =dxdy)} ist jede Kurve eine lagrangesche Untermannigfaltigkeit.
- Im symplektischen {\displaystyle (\mathbb {R} ^{2n},\omega =dx_{1}dy_{1}+\ldots +dx_{n}dy_{n})} ist der den Koordinaten {\displaystyle (x_{1},\ldots ,x_{n})} entsprechende {\displaystyle \mathbb {R} ^{n}} eine lagrangesche Untermannigfaltigkeit.
- Der Nullschnitt im symplektischen Kotangentialbündel ist eine lagrangesche Untermannigfaltigkeit.
- Sei {\displaystyle (M,\omega )} eine symplektische Mannigfaltigkeit. Der Funktionsgraph {\displaystyle \Gamma _{f}} einer Abbildung {\displaystyle f\colon M\to M} ist genau dann eine lagrangesche Untermannigfaltigkeit von {\displaystyle (M\times M,\omega \oplus \omega )}, wenn {\displaystyle f} ein Symplektomorphismus ist.
- Satz von Arnold-Liouville: Zu einem auf einer {\displaystyle 2n}-dimensionalen symplektischen Mannigfaltigkeit durch Funktionen {\displaystyle H_{1},\ldots ,H_{n}} mit verschwindenden Poisson-Klammern gegebenen integrablen System sind die Niveauflächen {\displaystyle \left\{H_{1}=c_{1},\ldots ,H_{n}=c_{n}\right\}} lagrangesche Untermannigfaltigkeiten.